# Blauwkeelmotmot
De blauwkeelmotmot (Aspatha gularis) is een vogel uit de familie Momotidae (motmots).

## Verspreiding en leefgebied
Deze soort komt voor van zuidelijk Mexico tot Honduras.

## Status
De grootte van de populatie is in 2017 geschat op 20.000-50.000 volwassen vogels. Op de Rode lijst van de IUCN heeft deze soort de status niet bedreigd.